# Шанкар Лакшман
Шанкар Лакшман (7 липня 1933 — 29 квітня 2006) — індійський хокеїст на траві.
Олімпійський чемпіон 1956, 1964 років, срібний призер 1960 року.
Переможець Азійських ігор 1966 року, срібний призер 1958, 1962 років.